# A Botanical Arrangement of British Plants (ed. 2)
A Botanical Arrangement of British Plants (ed. 2) (abreviado Bot. Arr. Brit. Pl. (ed. 2)) es un libro con ilustraciones y descripciones botánicas que fue escrito por el médico, geólogo, químico, y botánico británico William Withering. Fue publicado en Londres en 3 volúmenes en los años 1787-1792.